# Амбарцумов, Евгений Владимирович
Евгений Владимирович Амбарцумов (23 декабря 1917, Москва — 26 ноября 1969, Ленинград) — священнослужитель Русской православной церкви, протоиерей. Церковный деятель 1950—1960-х годов, в 1967—1969 годах настоятель Князь-Владимирского собора в Ленинграде.
Сын священномученика протоиерея Владимира Амбарцумова.

## Биография
Детство и юность Евгений Амбарцумов провёл в Москве. Он рано лишился матери, умершей от пищевого отравления в 1923 году. Воспитанием Евгения и его сестры Лидии занималась Мария Жучкова, друг семьи Амбарцумовых.
В 1937 году отец Евгения, протоиерей Владимир Амбарцумов, был арестован и через несколько месяцев расстрелян. Дети получили ложное известие, что их отец осуждён на 10 лет без права переписки.
Несмотря на статус сына «врага народа», в 1940 году Амбарцумов с отличием окончил литературный факультет Московского областного педагогического института. Во время учёбы, в 1939 году, он вступил в брак с Татьяной Винокуровой.
В 1941 году Амбарцумов с семьёй уехал в эвакуацию в город Канаш Чувашской АССР (в начале войны детей «врагов народа» в армию не призывали). Там он работал на Канашском вагоноремонтном заводе. В Чувашии семья Амбарцумовых претерпела много лишений, от дифтерии умерла старшая дочь Наталья. В 1942 году Евгений Амбарцумов Канашским военным комиссариатом был призван в РККА. В 1943 году попал на фронт. Служил санинструктором в 239-м гвардейском артиллерийском полку, участвовал в форсировании реки Свири и боях на озере Балатон. 9 июля 1944 года, во время наступательных боев в Карело-Финской ССР, был награждён медалью «За отвагу», за то, что под сильным огнём противника оказал первую помощь трём тяжелораненым бойцам и своими силами вынес их с поля боя в зону безопасности. Окончил войну в звании гвардии младшего сержанта.
После войны Амбарцумов возвратился в Москву. Некоторое время работал по специальности в библиотеке Государственного литературного музея.
Под влиянием богослова, протоиерея Петра Гнедича Евгений Амбарцумов принял решение стать священником. Для этого семье Амбарцумовых пришлось переехать в Ленинград, так как в Москве человеку с высшим образованием было практически невозможно стать священнослужителем.
С 1947 года работал главным библиографом, а впоследствии директором научной библиотеки Института литературы Академии наук (Пушкинского Дома) в Ленинграде.
В 1951 году стал библиотекарем Ленинградской духовной академии (ЛДА). В том же году епископ Лужский Симеон (Бычков) рукоположил его во диакона, а через три дня во пресвитера. Cлужил в Князь-Владимирском и Николо-Богоявленском соборах Ленинграда.
В 1959 году возведён в сан протоиерея.
Митрополитом Гурием (Егоровым) назначен секретарём Ленинградской епархии. Остался на этой должности после назначения на кафедру Никодима (Ротова).
В 1960 году назначен сотрудником ОВЦС. В составе делегаций Русской православной церкви посетил Германию, Японию, США.
С 1962 по 1967 год нёс послушание настоятеля Троицкого собора закрытой тогда Александро-Невской лавры и благочинного Патриарших приходов в Финляндии. Награждён орденом Святого Агнца III степени Финской автономной православной церкви.
В 1965 году по благословению митрополита Ленинградского и Новгородского Никодима (Ротова) назначен преподавателем Конституции СССР в ЛДА.
Оказал влияние на становление будущего патриарха Московского и всея Руси Кирилла. Патриарх рассказывал об этом так:

Один очень мудрый ленинградский священник, Царствие ему Небесное, отец Евгений Амбарцумов, который преподавал у нас в духовной академии, узнав, что я подал прошение о монашестве, сказал мне:

— Володя, ты отдаёшь себе отчёт, что ты сделал?

— Да, но не до конца.

— Ты же решил судьбу не только за себя, двадцатидвухлетнего мальчика. Ты сказал «да» и за тридцати-, и сорока- и пятидесятилетнего мужчину. И за шестидесятилетнего, и семидесятилетнего старика. Ты за всех за них сказал «да». А не может получиться так, что вот этот семидесяти-, шестидесятипятилетний будет потом плеваться на тебя?

— Не знаю. На это у меня нет ответа.

Тогда я отдал себя в руки Божьи. Как бы проведя черту, сказал себе: «27 марта 1969 года — это тот день, когда я должен решить. Если к этому времени не женюсь, принимаю монашество».
С 1967 года и до смерти был настоятелем Князь-Владимирского собора.
Заочно окончил Ленинградскую духовную семинарию. По благословению Ленинградского митрополита Никодима (Ротова) в 1960-х годах преподавал предмет «Конституция СССР» в ЛДА, а также литургику и практическое руководство для пастырей в Ленинградской духовной семинарии. В 1969 году удостоен степени кандидата богословия и учёного звания доцента. Автор ряда статей в Журнале Московской Патриархии.
26 ноября 1969 года скончался после продолжительной тяжёлой болезни. Отпевание в Князь-Владимирском соборе совершил ректор ЛДА епископ Тихвинский Герман (Тимофеев) в сослужении 30 священников и диаконов. На отпевании присутствовал генеральный консул Финляндии.
Отец Евгений Амбарцумов похоронен на кладбище в городе Всеволожске Ленинградской области.

## Публикации
- Пребывание в СССР пробста Альфа Иогансена // Журнал Московской Патриархии. М., 1959. № 12. стр. 20.
- Ответный визит делегации Русской Православной Церкви в Германскую Демократическую Республику // Журнал Московской Патриархии. М., 1960. № 9. стр. 63-73.
- Архиепископ Японский Николай (Касаткин) [к 100-летию со дня прибытия его в Японию] // Журнал Московской Патриархии. М., 1961. № 10. стр. 14-20.
- Встреча с друзьями мира в Японии // Журнал Московской Патриархии. М., 1961. № 12. стр. 33-37.
- Одиннадцать дней у заокеанских друзей // Журнал Московской Патриархии. М., 1964. № 1. стр. 50-56.
- Престольный праздник в Покровском патриаршем приходе в Финляндии // Журнал Московской Патриархии. М., 1965. № 3. стр. 24-28.
- 40-летие патриарших общин в Финляндии // Журнал Московской Патриархии. М., 1967. № 5. стр. 15-25. (в соавторстве с иеродиаконом Гавриилом (Стеблюченко))
- Еще раз о церковной жизни в Финляндии // Журнал Московской Патриархии. М., 1966. № 10. стр. 7-13.
- Праздник в Линтула [Финляндия] // Журнал Московской Патриархии. М., 1967. № 10. стр. 58-59.

## Семья и дети
- Отец — протоиерей Владимир Амбарцумов
- Сестра — Лидия, супруга известного церковного деятеля и богослова, протоиерея Глеба Каледы
- Супруга — Татьяна Александровна Винокурова

Дети
- Амбарцумова, Наталья Евгеньевна — умерла в младенчестве от дифтерии во время эвакуации в Чувашии.
- Амбарцумов, Алексий Евгеньевич (12 июня 1946 — 21 апреля 2019) — протоиерей, в 2003—2015 настоятель храма во имя святых Константина и Елены, Всеволожск, Ленинградская область, в 2015—2019 настоятель Богоявленского храма в дер. Разметелево, Всеволожский район, Ленинградская область.
- Амбарцумов, Дмитрий Евгеньевич (1948—2010), протоиерей, настоятель храма во имя святителя Николая, пос. им. Свердлова, Всеволожский район, Ленинградская область.
- Амбарцумов, Николай Евгеньевич (1950—1986), священник.
- Ильяшенко (Амбарцумова), Мария Евгеньевна — матушка, супруга священника Александра Ильяшенко, воспитала 12 детей.
- Амбарцумов, Владимир Евгеньевич
- Станюкович (Амбарцумова), Валентина Евгеньевна (8 августа 1957—2013)
- Амбарцумов, Иоанн Евгеньевич (24 февраля 1953 — 31 марта 2015)